# 戸栗美術館
戸栗美術館（とぐりびじゅつかん）は、東京都渋谷区松濤一丁目にある美術館。実業家の戸栗亨が蒐集した東洋陶磁器を主に保存・展示している。

## 沿革
山梨県の土木建築業の家に育った戸栗は、第二次世界大戦後の日本における欧米文化の普及を目にし、伝統的な日本文化を保存し後世に伝える必要があると考えた。1952年（昭和27年）に上京すると、殖産住宅相互の指定建築業者である「富士工務店」の代表として、同郷の小佐野賢治を補佐する傍ら、将来の展示公開を見据えて10年余り古民具や古道具の蒐集を行なった。1965年（昭和40年）頃からは、古美術に通じた友人たちの助言を得て、観賞用陶磁器を国内外で蒐集した。
戸栗が美術館を設立するにあたり、1500点の美術工芸品、土地（松濤の旧鍋島藩屋敷跡）、建物、運営資金の寄付が行なわれた。戸栗美術館は1987年（昭和62年）に財団法人の認可を得、日本でも数少ない陶磁器専門の美術館として同年11月21日に開館した。
収蔵品は2000年時点で5000点、2008年時点で7000点を数える。主な収蔵品は伊万里・鍋島などの肥前磁器、および中国・朝鮮の陶磁器である。
2000年時点で、隣接地に別館を建設する計画が立てられている。

## 利用情報
- 開館時間 - 10時00分〜17時00分（入館は閉館30分前まで）
- 休館日 - 毎週月曜日（ただし祝日の場合は開館し翌日休館）、展示替期間、年末年始
- 入場料 - 一般1000円、高・大生700円、小・中学生400円、20名以上の団体割引有

## 交通アクセス
- 渋谷駅から徒歩15分、神泉駅から徒歩10分。